# Insurgentes
Insurgentes è il primo album in studio del cantautore britannico Steven Wilson, pubblicato inizialmente il 26 novembre 2008 dalla Headphone Dust e successivamente il 16 febbraio 2009 dalla Kscope.
Il titolo deriva dal nome dell'Avenida de los Insurgentes, un viale di Città del Messico dove il disco è stato in parte registrato.

## Tracce
Testi e musiche di Steven Wilson.
1. Harmony Korine – 5:08
2. Abandoner – 4:48
3. Salvaging – 8:17
4. Veneno para las hadas – 5:57
5. No Twilight within the Courts of the Sun – 8:37
6. Significant Other – 4:31
7. Only Child – 4:24
8. Twilight Coda – 3:25
9. Get All You Deserve – 6:17
10. Insurgentes – 3:55

Tracce bonus (2 LP, CD deluxe e giapponese)
1. Port Rubicon – 4:25
2. Puncture Wound – 4:19
3. Collecting Space – 5:10
4. Insurgentes (Mexico) – 5:46
5. Untitled – 4:47 – traccia fantasma; assente nell'edizione 2 LP

DVD bonus nell'edizione europea
1. Advanced Resolution 5.1 of Insurgentes (24/48 resolution) – 55:22 – audio
2. Advanced Resolution Stereo of Insurgentes (24/48 resolution) – 55:22 – audio
3. 18 Minute Extract from the Fortcoming Documentary of Insurgentes
4. Trailer #1
5. Trailer #2

## Formazione
Hanno partecipato alle registrazioni, secondo le note di copertina:
Musicisti
- Steven Wilson – voce (eccetto traccia 8), chitarra elettrica (eccetto traccia 10), basso (tracce 1-4, 7, 9 e 10), tastiera (tracce 1 e 3), pianoforte elettrico (tracce 2 e 6), glockenspiel (tracce 2, 6 e 9), programmazione della batteria (traccia 2), arrangiamento strumenti ad arco (traccia 3), armonium (tracce 4 e 10), primo assolo di chitarra elettrica e celesta (traccia 5), pianoforte (tracce 5, 7, 9 e 10), chitarra acustica (tracce 6 e 8), sintetizzatore (traccia 7), percussioni (traccia 8), mellotron e total fucking noises (traccia 9), loop di chitarra (traccia 10)
- Gavin Harrison – batteria (eccetto tracce 4, 8 e 10), piatti (traccia 4)
- Theo Travis – flauto wah (traccia 2), clarinetto (traccia 4)
- Sand Snowman – chitarra acustica (tracce 2, 8), flauto dolce (traccia 4), percussioni (traccia 8)
- Dirk Serries – guitar drone (tracce 3 e 9)
- Dave Stewart – arrangiamento strumenti ad arco (traccia 3)
- The London Session Orchestra – strumenti ad arco (traccia 3)
- Jordan Rudess – pianoforte (tracce 4, 5 e 8)
- Mike Outram – secondo assolo di chitarra elettrica (traccia 5), chitarra elettrica (traccia 8)
- Tony Levin – basso (tracce 5 e 6)
- Clodagh Simonds – voce (traccia 6)
- Susana Moyaho – voce (traccia 7)
- Michiyo Yagi – basso koto a 17 corde (traccia 10)

Produzione
- Steven Wilson – produzione, missaggio
- John Wesley – registrazione chitarra aggiuntiva
- Mark Praton – registrazione chitarra aggiuntiva
- Andy van Dette – mastering
- Steven Price – registrazione orchestra (traccia 3)
- Bert Baldwin – ingegneria parti di Jordan Rudess (tracce 4, 5 e 8)
- Colin Atwell – registrazione pianoforte (traccia 10)
- Masaki Sasaki – registrazione parti di Michiyo Yagi (traccia 10)